# Mallinella subinermis
Mallinella subinermis là một loài nhện trong họ Zodariidae.
Loài này thuộc chi Mallinella. Mallinella subinermis được Lodovico di Caporiacco miêu tả năm 1947.